# Fuggi Fuggi!
Fuggi Fuggi! (titolo originale: Finstere Flure, traducibile in "Corridoi Sinistri") è un gioco da tavolo ideato da Friedemann Friese nel 2003, distribuito in Italia da Giochi Uniti dal 2016. I giocatori devono portare in salvo propri personaggi fuori dal sotterraneo infestato da un mostro.

## Descrizione
I giocatori muovono a turno i propri personaggi di un certo numero di passi in un sotterraneo, spostando massi e usando portali di teletrasporto per evitare il mostro, che si muove dopo che tutti si sono spostati. Il numero di passi del mostro è casuale e viene rivelato da una tessera Lapide. Il mostro si muove a seconda che veda o meno uno o più giocatori davanti a sé, a sinistra o a destra, preferendo chi si trova più vicino a lui. Se entro i primi sette turni il mostro raggiunge un personaggio, questi viene riportato all'ingresso del sotterraneo; dopo i primi sette turni, quando è stata girata la penultima tessera Lapide, il mostro diventa più feroce, e se cattura un personaggio questi viene eliminato dal gioco. I giocatori devono dunque fare in modo di sviare l'attenzione del mostro dai propri personaggi e al contempo tendere trappole agli altri, ad esempio spostando un masso e liberando così la visuale del mostro che ora vede una pedina avversaria.
Vince la partita il primo giocatore che riesce a far raggiungere l'uscita a due dei propri personaggi.

## Premi e riconoscimenti
Il gioco nel 2004 si è classificato all'8º posto del premio Deutscher Spiele Preis.